# Ringwall Franzosenschanze

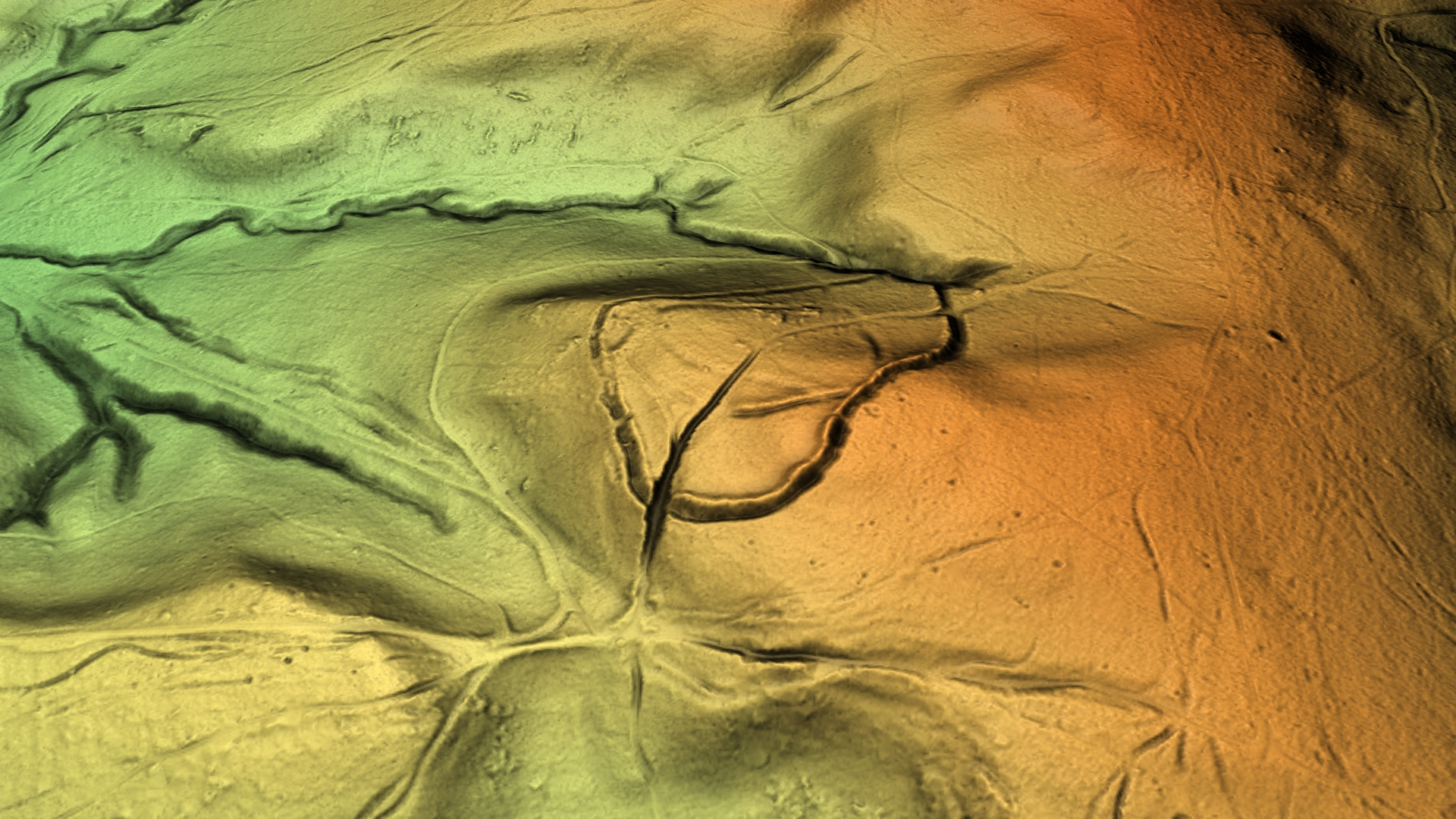
3D-Ansicht des digitalen Geländemodells

Der Ringwall Franzosenschanze liegt etwa 1750 m nordöstlich entfernt von der Pfarrkirche Mariä Himmelfahrt des niederbayerischen Marktes Bad Birnbach im Landkreis Rottal-Inn. Die Anlage wird als Bodendenkmal unter der Aktennummer D-2-7544-0020 als „Ringwall vor- oder frühgeschichtlicher Zeitstellung (‚Franzosen- oder Schwedenschanze‘)“ geführt.

## Beschreibung
Der Ringwall befindet sich in der Waldung „Lugenz“ (früher auch Schlossberg genannt). Auf einem nach Nordwesten abfallenden Höhenrücken wird der höchste Geländepunkt im Süden durch einen geschwungenen Wall mit vorgelegtem Graben abgetrennt. Der Wall ist ca. 0,8 m hoch und der vorgelegte Graben bis zu 1 bis 3 m tief. Von der Grabensohle erhebt sich der Wall um 2 bis  4 m. Die relativ geradlinige Nordseite besteht aus einer gesteilten Böschung mit einem davorliegenden, schwach ausgeprägten Graben, der an der Nordwest-Ecke nach Süden umbiegt und den Höhenschichtlinien folgt. Der Außengraben weist verschiedene Unterbrechungen auf, vom Süden her verläuft aber ein Innenwall bis zur Nordwest-Ecke. Die dachförmig gewölbte Innenfläche weist mehrere Böschungen, Gräben und Dämme auf. Die Anlage besitzt die Ausmaße von 220 m (Nord-Süd-Richtung) × 240 m (Ost-West-Richtung). Das Innere ist im Vergleich zum Außenrand um 15 bis 25 m erhöht. Die Anlage wird durch einen bogenförmig und meist als Hohlweg ausgeprägten Weg mit tiefer Durchschneidung des Walls und des Grabens von Süden nach Nordost durchkreuzt. Im Süden befindet sich eine Holzkapelle.